# Sensoa
Sensoa is een Vlaams expertisecentrum voor seksuele gezondheid. Sensoa werkt rond vijf thema's met name preventie van seksueel overdraagbare aandoeningen en hiv, preventie van ongeplande zwangerschappen en preventie van seksueel grensoverschrijdend gedrag. Daarnaast streeft het expertisecentrum naar integratie van mensen met hiv en promoot relationele en seksuele vorming. De organisatie is erkend en wordt door de Vlaamse overheid gefinancierd met belastinggeld. Voor deelwerkingen die buiten de overeenkomst met de Vlaamse overheid vallen, zoekt Sensoa projectmiddelen bij stichtingen, internationale organisaties, commerciële partners (waaronder Dexia en Durex) en de farmaceutische industrie (waaronder Bristol-Myers Squibb en Norlevo).

## Het ontstaan
In 2001 integreerden IPAC soa & aids-vzw, het Aidsteam en de Hiv-Vereniging Vlaanderen. Ook The Foundation/Het Buddysysteem en de Aidstelefoon integreerden hun werking in de loop van dat jaar. De nieuwe naam werd Sensoa, van seksualiteit en soa (seksueel overdraagbare aandoening). Onder impuls van de Vlaamse overheid integreerde in 2003 ook het Trefpunt CGSO in de organisatie.
De werking van de geïntegreerde organisaties weerspiegelt zich grotendeels in de structuur van Sensoa naar specifieke doelgroepen: Er zijn actieterreinen naar jongeren, volwassenen, homomannen, mensen met hiv, kwetsbare migranten en internationale strategie.

## Convenant met de Vlaamse overheid
Sensoa is sinds 2001 erkend binnen het decreet preventieve gezondheidszorg als partnerorganisatie seksuele gezondheid. Hiervoor wordt om de 5 jaar een beheersovereenkomst gesloten met de bevoegde Vlaamse minister voor Gezondheid. Mieke Vogels, Vlaams minister van Welzijn en Gezondheid in de Regering-Dewael I, tekende een convenant tussen de Vlaamse overheid en Sensoa als partnerorganisatie dat liep van 1 januari 2002 tot eind december 2005. Inge Vervotte (Regering-Leterme I) tekende een nieuw convenant voor een periode van vijf jaar (2006-2010). In 2011 tekende Vlaams minister Jo Vandeurzen een convenant voor de periode 2011-2015. Op 1 januari 2016 ging een nieuwe overeenkomst in die afliep op 31 december 2020. De Vlaamse regering hernieuwde de beheersovereenkomst voor de periode 2022-2026 . 

## Doelstellingen
Sensoa informeert het publiek over seksuele gezondheid en bevordert seksuele gezondheid onder kinderen en tieners. Dit gebeurt in de eerste plaats digitaal. De relationele en seksuele vorming van jongeren wordt bevorderd via materiaal voor leerkrachten en jeugdwerkers, zoals een handboek voor het secundair onderwijs rond relationele en seksuele gezondheid, het internet en de permanente educatieve tentoonstellingen Goede Minnaars en 'k Zag 2 beren. Ook voor jongeren zelf is een website verschillende informatieve brochures ontwikkeld.
De organisatie wil de impact van hiv en seksueel overdraagbare aandoeningen op de seksuele gezondheid van homomannen beperken. Preventieboodschappen worden verspreid via affichecampagnes, samenwerkingen met holebi-cafés, sauna's, clubs, aanwezigheid op Pride-manifestaties. Sensoa organiseert bijeenkomsten met professionelen die werken met kwetsbare migranten. Voor anderstaligen en professionals die met hen werken werd een website in 14 talen over seksualiteit en seksuele gezondheid.
Het expertisecentrum werkt ook aan de integratie van mensen met hiv. Dit gebeurt onder meer via een telefonische helpdesk voor mensen met hiv en artsen en professionelen en ondersteuning door andere mensen met hiv en solidariteitsacties op Wereldaidsdag (1 december).
Sensoa stimuleert de aandacht voor seksuele en reproductieve gezondheid en rechten in het internationale beleid. Dat gebeurt onder meer via het ondersteunen van de parlementairen voor de 2030 Agenda en het organiseren van sensibiliserende en mediatieke acties.

## Projecten, campagnes en acties
- 'k Zag twee beren (educatief project over seksualiteit en relaties voor kleuters en kinderen tot 12 jaar) en Goede minnaars (educatief project over seksualiteit en relaties voor jongeren van 12 tot 16 jaar)

Educatief project over seksualiteit en relaties voor jongeren van 12 tot 16 jaar. Het project omvat twee interactieve tentoonstellingen in De Wereld van Kina in Gent gekoppeld aan educatief materiaal voor leerkrachten.
- Week van de Lentekriebels

Jaarlijks weerkerende week waarin relationele en seksuele vorming voor jongeren door leerkrachten en jongerenwerkers gepromoot wordt. Elke keer staat een ander thema centraal en wordt nieuw educatief materiaal ontwikkeld en verspreid. Dit gebeurt samen met de jongerengroep de Ei-Cel, het Forum jongeren, relaties en seksualiteit en partners zoals het GO! (Gemeenschapsonderwijs), Katholiek Onderwijs Vlaanderen en OVSG (Onderwijskoepel van Steden en Gemeenten).
- Share Love, geen soa-campagne (2015-2016)

Sensibiliseringscampagne voor jongvolwassenen om zich te laten testen op seksueel overdraagbare aandoeningen (soa’s) voor ze in een nieuwe relatie het condoom willen weglaten. De campagne liep via affiches in clubs, toiletten, fitnesscentra en fuifpakketten aan homohoreca en op bussen in alle (studenten)steden. Verder werden condooms verspreid op diverse evenementen en in clubs, en waren er filmpjes op YouTube en facebook
- "Ik Weet Wat Ik Doe" (2005-2020)

Meerjarencampagne om homomannen te sensibiliseren via filmclips en affiches waarin homomannen getuigen over seksuele gezondheid. De campagne gaat over hiv en veilige seks, maar ook over andere gezondheidsproblemen en uitdagingen zoals mentale gezondheid, middelengebruik, relatiekeuze en de homosubcultuur.
- Mannenseks.be, de gay site van Sensoa  (2006)

Een campagne om de nieuwe website www.mannenseks.be te promoten, een website over veilige seks voor homoseksuele mannen. Er waren onder andere beelden van vier douchende jonge mannen, gefotografeerd vanaf borsthoogte in zwembroek en van een loodgieter op zijn knieën met een gescheurde jeansbroek. De campagne werd ontworpen door fotograaf Yves De Brabander en grafisch ontwerper Monsieur Moiré. De campagne is opgenomen in de AIDS Posters Collection van UCLA Library Digital Collections, de digitale collectie van de Universiteit van Californië - Los Angeles en AMASB-ISG.
- Facing facts 4. Pijpen: gebruik je hoofd (2005)

Campagne om te wijzen op het risico van soa's bij orale seks en met nadruk op een mogelijke besmetting met hiv. Het drukwerk toonde op de recto-zijde een close-up van een mond met stoppelbaard en op de verso-zijde een close-up van een mond met een stukje tong tussen de lippen. De campagne werd ontworpen door fotograaf Yves De Brabander en grafisch ontwerper Marcel Lennartz. De campagne is opgenomen in de AIDS Posters Collection van UCLA Library Digital Collections, de digitale collectie van de Universiteit van Californië - Los Angeles en AMASB-ISG.
- Praat over seks-campagne (2005)

Deze campagne werd gelanceerd met als doel het 'praten over seks' te promoten. Het ging dan niet alleen over condoomgebruik en anticonceptie, maar ook over eigen risicogedrag en het eigen seksuele verleden. Ook over grenzen, verlangens en wensen moet gepraat worden. De campagne richtte zich door middel van affiches en een televisiespot tot jongvolwassenen, met afgeleiden voor jongeren en er bestond een versie voor zowel heteroseksuelen als homoseksuelen, lesbiennes en biseksuelen.
Deze campagne kreeg in 2005 belangrijke kritiek te verwerken. Zo distantieerde Vlaams Minister van Welzijn, Volksgezondheid en Gezin Inge Vervotte zich van de volgens haar controversiële aanpak van Sensoa en beklemtoonde dat de Vlaamse overheid geen aandeel in de campagne had.